# Klaus Mättig

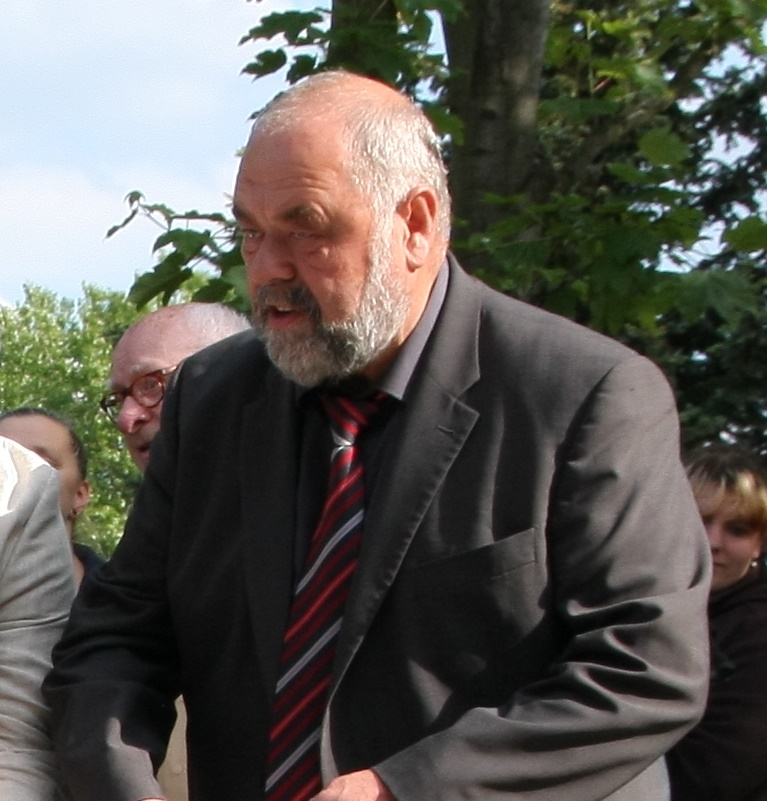
Klaus Mättig 2015

Klaus Mättig (* 13. Juli 1949 in Dresden; † 23. April 2023) war ein sächsischer Kommunalpolitiker und Oberbürgermeister der Großen Kreisstadt Freital im Landkreis Sächsische Schweiz-Osterzgebirge.

## Leben
Der gelernte Maschinenschlosser lebte seit 1950 in Pesterwitz bei Dresden. Nachdem er den Grundwehrdienst absolviert hatte, arbeitete er als Prüfstandschlosser und später in einer PGH. Im Jahr 1991 wurde er Bürgermeister von Pesterwitz. Nach der Eingemeindung des Ortes nach Freital zum 1. Januar 1999 trat Mättig in die CDU ein und war bis 2001 Vorsteher des Stadtteils.
Mättig trat als Kandidat seiner Partei zur Oberbürgermeisterwahl 2001 an und erreichte dort im ersten Wahlgang 47,2 % der Stimmen. Im erforderlichen zweiten Wahlgang setzte er sich mit 53,7 % gegen seinen Mitbewerber Stephan Loge (SPD; 43,9 %) durch. In seine erste Amtsperiode als Bürgermeister fiel unter anderem die Teileröffnung der Freitaler Umgehungsstraße. Außerdem musste Mättig das Hochwasser im August 2002 und dessen Folgen bewältigen.
Zur Bürgermeisterwahl 2008 ließ sich Mättig für eine zweite Amtszeit aufstellen. Er gewann die Abstimmung im ersten Wahlgang am 8. Juni deutlich mit 75,3 % vor zwei Mitbewerbern. Ein Jahr später wurde die „Windberg-Arena“ wegen Baumängeln geschlossen und später abgerissen. Mättig hatte die ehemalige Fabrik in den Vorjahren stückweise als Veranstaltungshalle aufbauen und teilsanieren lassen. Unter Mättig wurden weiterhin Schulen und Kindergärten saniert, darunter die Schulgebäude in Pesterwitz, Potschappel, Zauckerode und Birkigt. Kritik verlautete bezüglich Mättigs internem Führungsstil innerhalb des CDU-Stadtverbandes und der Stadtverwaltung.
Der 66-jährige Mättig überschritt die für die Wahl 2015 geltende Kandidaten-Altersgrenze von 65 Jahren und konnte daher nicht zur Wiederwahl antreten. Als designierten Nachfolger nominierte der CDU-Stadtverband den damaligen Chef der kommunalen Wohnungsgesellschaft, Uwe Rumberg. Er gewann die Wahl am 7. Juni im ersten Wahlgang mit 51,3 % der Stimmen und löste Mättig damit ab dem 1. August 2015 als Oberbürgermeister Freitals ab. Mit seiner 14-jährigen Amtszeit war Klaus Mättig nach Walter Daehn (18 Jahre) am zweitlängsten Stadtoberhaupt von Freital.
Im November 2018 trat Mättig aus der CDU aus. Mättig war des Weiteren Mitglied im Kreistag, verheiratet und hat zwei Kinder.
Klaus Mättig verstarb nach kurzer, schwerer Krankheit am 23. April 2023.